# Joan Fuster
Joan Fuster i Ortells (IPA: [ʒuˈam fusˈteɾ j oɾˈteʎs]) (Sueca, 23 novembre 1922 – Sueca, 21 giugno 1992) è stato uno scrittore spagnolo.

## Biografia
Scrittore in lingua catalana, nonostante sia conosciuto soprattutto per il saggio storico Nosaltres, els valencians (in italiano: Noi, i valenciani) e sia considerato il saggista in catalano più importante del XX secolo, la sua versatilità lo portò ad occuparsi anche di linguistica, storia, filosofia e turismo.
La sua produzione letteraria e le sue idee sono state di fondamentale importanza per lo sviluppo del catalanismo nel Paese Valenzano a partire dagli anni 1960. Fu vittima di due attentati anticatalanisti, prima nel 1978, e più tardi, l'11 settembre 1981, ma non risultò ferito e i suoi danni furono soltanto materiali.

## Opere

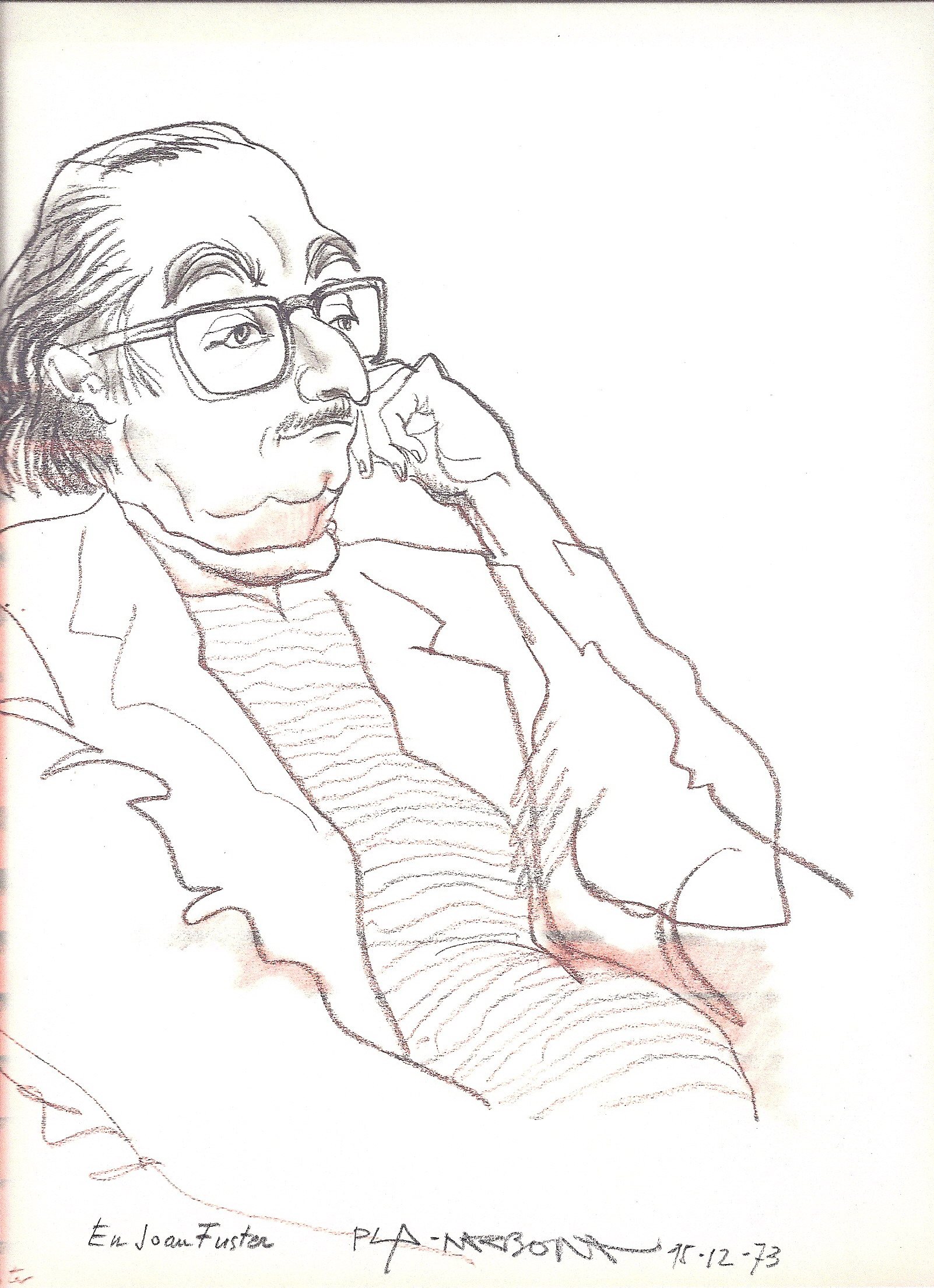
Ritratto di Joan Fuster dal pittore catalano Josep Pla-Narbona nel 1973

### Saggi
- Antología del surrealismo español. Alacant, Verbo, 1952
- La poesia catalana fins a la Renaixença. Mèxic, Edicions Catalanes de Mèxic, 1954
- Pàgines escollides de sant Vicent Ferrer. Barcelona, Barcino, 1955
- El descrèdit de la realitat. Ciutat de Mallorca, Moll, 1955
- Antologia de la poesia valenciana. Barcelona, Selecta, 1956
- La poesia catalana. Ciutat de Mallorca, Moll, 1956. 2 vol
- Les originalitats. Barcelona, Barcino, 1956
- El món literari de sor Isabel de Villena. València, Lo Rat Penat, 1957
- Figures de temps. Barcelona, Selecta, 1957
- Indagacions possibles. Palma de Mallorca, Moll, 1958
- Recull de contes valencians. Barcelona, Albertí, 1958
- Ausiàs March. Antologia poètica. Barcelona, Selecta, 1959
- Un món per a infants. València, 1959
- Judicis finals. Ciutat de Mallorca, Moll, 1960
- Joan Serrallonga. Vida i mite del famós bandoler. Barcelona, Aedos, 1961
- Valencia. Madrid, Dirección General de Turismo, 1961
- Nosaltres, els valencians. Barcelona, Edicions 62, 1962
- El País Valenciano. Barcelona, Destino, 1962
- Poetes, moriscos i capellans. València, L'Estel, 1962
- Qüestió de noms. Barcelona, Aportació Catalana, 1962
- El bandolerisme català II. La llegenda. Barcelona, Aymà, 1963
- Raimon. Barcelona, Alcides, 1964
- Diccionari per a ociosos. Barcelona, A. C., 1964
- Alicante y la Costa Blanca. Barcelona, Planeta, 1965
- Causar-se d'esperar. Barcelona, A. C., 1965
- Combustible per a falles. València, Garbí, 1967
- L'home, mesura de totes les coses. Barcelona, Edicions 62, 1967
- Consells, proverbis i insolències. Barcelona, A. C., 1968
- Examen de consciència. Barcelona, Edicions 62, 1968
- Heretgies, revoltes i sermons. Barcelona, Selecta, 1968 (Premi Crítica Serra d'Or d'assaig, 1969)
- Obres completes I. Llengua, literatura, història. Barcelona, Edicions 62, 1968
- Abans que el sol no creme. Barcelona, La Galera, 1969
- Obres completes II. Diari 1952-1960. Barcelona, Edicions 62, 1969
- "Hi ha més catalans encara", fascicle de Dolça Catalunya. Barcelona, Mateu, 1969
- L'Albufera de València. Barcelona, Les Edicions de la Rosa Vera, 1970
- Obres completes III. Viatge pel País Valencià. Barcelona, Edicions 62, 1971
- Babels i babilònies. Ciutat de Mallorca, Moll, 1972
- Literatura catalana contemporània. Barcelona, Curial, 1972 (Premi Crítica Serra d'Or d'assaig, 1973)
- Rebeldes y heterodoxos. Esplugues de Llobregat, Ariel, 1972 [traduzione da Josep Palacios]
- Contra Unamuno y los demás. Barcelona, Península, 1975
- Obres completes IV. Assaigs. Barcelona, Edicions 62, 1975
- La Decadència al País Valencià. Barcelona, Curial, 1976
- Un país sense política. Barcelona, La Magrana, 1976
- El blau en la senyera. València, Tres i Quatre, 1977
- Contra el noucentisme. Barcelona, Crítica, 1977
- Obres completes V. Literatura i llegenda. Barcelona, Edicions 62
- Destinat (sobretot) a valencians. València, Tres i Quatre, 1979
- Notes d'un desficiós. València, Almudín, 1980 [prologo scritto da Vicent Ventura]
- Ara o mai. València, Tres i Quatre, 1981
- Indagacions i propostes. Barcelona, Edicions 62 i la Caixa, 1981 [prologo scritto da Carme Arnau]
- País Valencià, per què?. València, Tres i Quatre, 1982
- Veure el País Valencià. Barcelona, Destino, 1983
- Cultura nacional i cultures regionals dins els Països Catalans. Barcelona, Departament de Cultura de la Generalitat de Catalunya, 1983
- Sagitari. València, Diputació de València, 1984
- Pamflets polítics. Barcelona, Empúries, 1985
- Punts de meditació (Dubtes de la "Transición"). València, Tres i Quatre, 1985
- Llibres i problemes del Renaixement. Barcelona, Publicacions de l'Abadia de Montserrat, 1989
- Textos d'exili. València, Generalitat Valenciana, 1991 [prologhi scritti da Alfons Cucó e Santiago Cortès]
- Obres completes VI. Assaigs 2. Barcelona, Edicions 62, 1991

### Poesia
- Sobre Narcís. València, Torre, 1948
- 3 poemes. Alacant, Verbo, 1949
- Ales o mans. València, Editorial Torre, 1949
- Va morir tan bella. València, 1951
- Terra en la boca. Barcelona, Barcino, 1953
- Escrit per al silenci. València, Institució Alfons el Magnànim, 1954
- Set llibres de versos. València, Tres i Quatre, 1987.